# 東山手

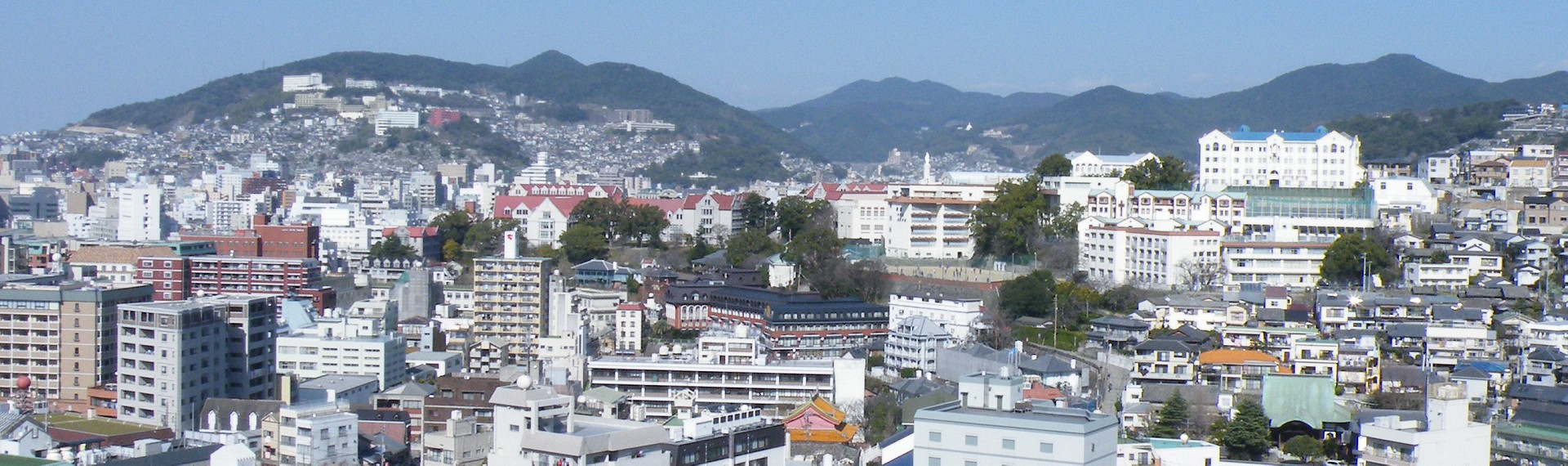
南山手より望んだ東山手一帯

東山手（ひがしやまて）は、長崎県長崎市の町名（郵便番号850-0911）、および地域の名称。後者は隣接する大浦町の一部を含む形で、長崎市東山手伝統的建造物群保存地区として国の重要伝統的建造物群保存地区に選定され、また市の東山手・南山手地区景観形成重点地区・東山手ゾーンに指定されている。

## 歴史
現在の南山手は、江戸時代までは戸町村大浦郷の雄浦と呼ばれていた土地であった。1858年（安政5年）の安政五カ国条約締結による長崎港開港後、1860年（万延元年）より長崎市内で最初に外国人居留地となった地域である。その際に、外国人居留地の東側の山手に位置していたことから、東山手の地名がつけられた。
丘陵地である当地は、居留地として開発された直後は主にアメリカやイギリスの貿易商の借地として利用されていた。その後、湾の埋め立てにより外国人たちは海岸部に移り、当地はアメリカとポルトガルの領事館が開設され、領事館の丘とも称された。領事館の撤退後にはミッション系の学校が開設され、これらは今日も活水学院や海星学園といった形で現存している。
1991年（平成3年）4月30日には、近隣の南山手と合わせて重要伝統的建造物群保存地区として選定された。

## 主な施設・建造物等
- オランダ坂
  - 東山手にあるオランダ坂のうち、石橋から東山手に至る部分は1861年（文久元年）に石畳が敷設された[10]。
- 東山手十二番館 - 重要文化財
- 東山手甲十三番館[2]
- 東山手洋風住宅群A棟 - G棟[9] - 長崎市指定文化財
  - 急斜面地の上下2段に造成された土地に建つ洋館郡で、いずれも明治20年代後半に建設された[11]。
- 旧長崎英国領事館[2]
- 活水女子大学[2]
  - 活水学院本館[2]
- 海星中学校・高等学校[2]

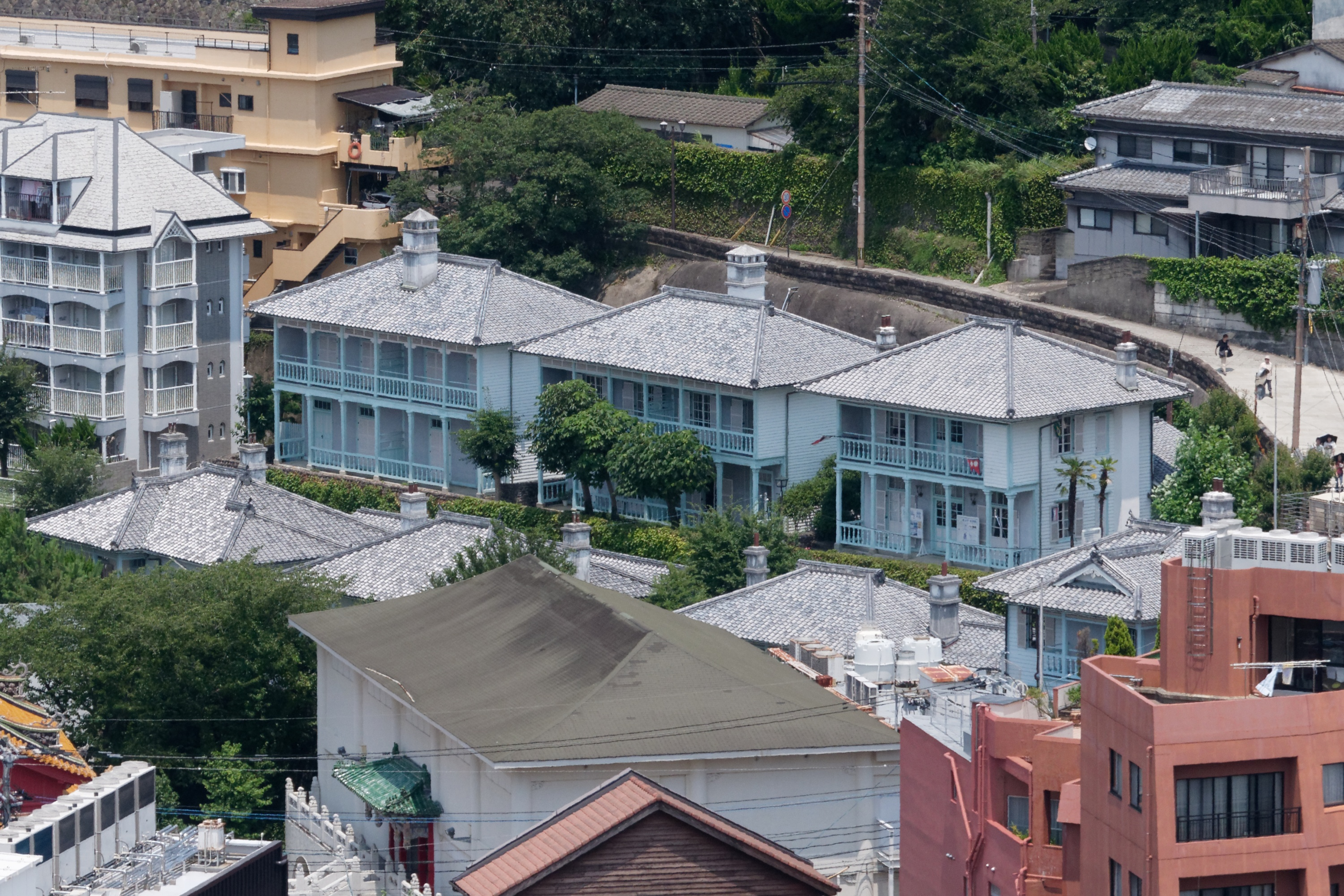
東山手洋風住宅群
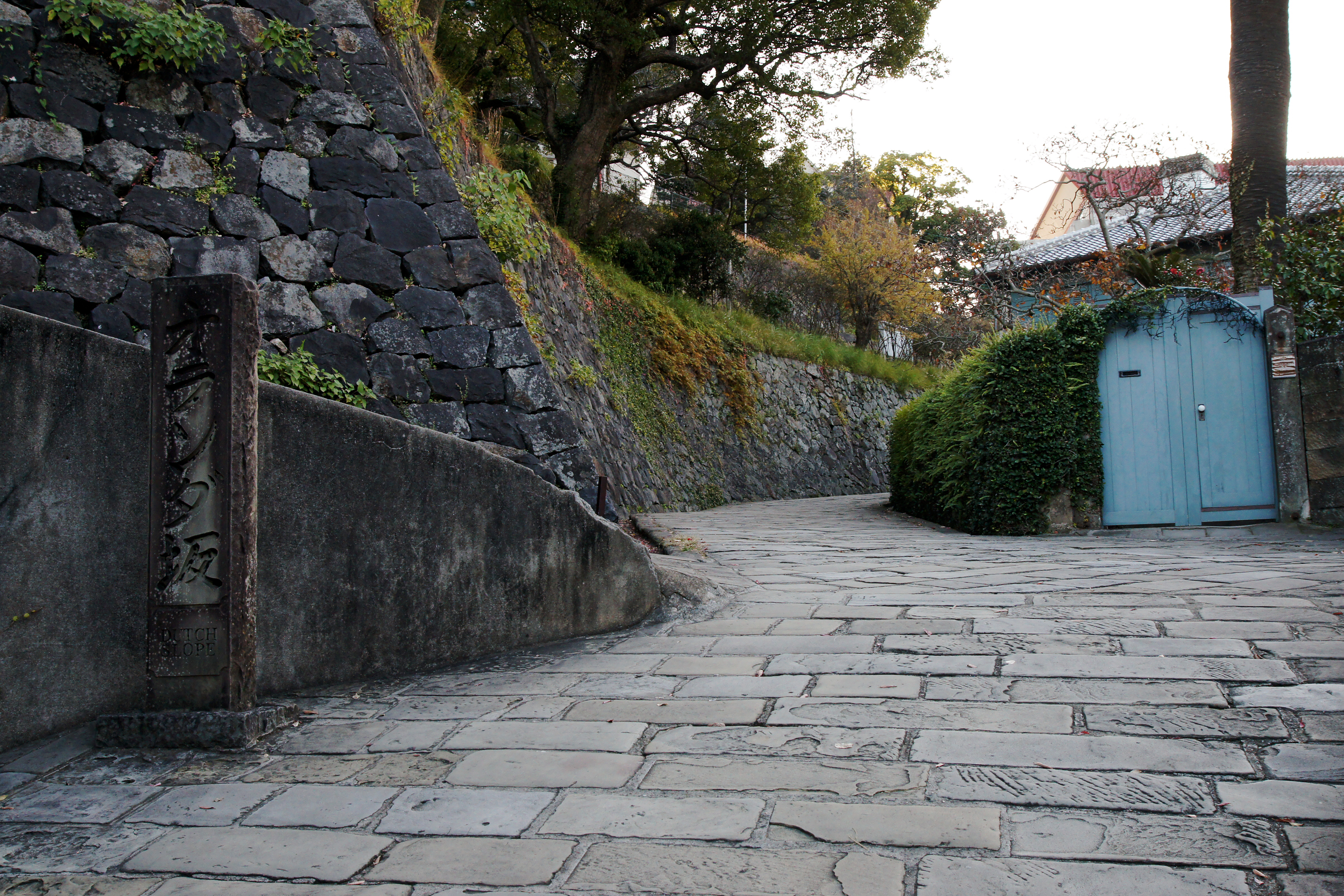
東山手オランダ坂